# Tour du Brabant
Ne doit pas être confondu avec Tour du Brabant flamand.
Le Tour du Brabant (en néerlandais : Ronde van Brabant) est une course cycliste belge disputée de 1952 à 1971 à Lubbeek, près de Louvain dans la province du Brabant flamand en Région flamande.  

## Palmarès
| Année | Vainqueur           | Deuxième            | Troisième             |
| ----- | ------------------- | ------------------- | --------------------- |
| 1952  | Jozef De Feyter     | Frans Loyaerts (ca) | Lode Elaerts          |
| 1953  | Ernest Sterckx      | Henri Jochums       | Désiré Keteleer       |
| 1954  | Jan De Valck (it)   | Joseph Plas         | Jan Storms            |
| 1955  | Henri Van Kerckhove | Karel Borgmans      | René Mertens          |
| 1956  | Jan Adriaensens     | Pino Cerami         | Jozef Theuns          |
| 1958  | Roger De Corte      | Jan Van Gompel      | Eddy De Waal          |
| 1959  | Roger Baens         | Désiré Keteleer     | Raymond Vrancken      |
| 1960  | Rik Van Looy        | Émile Daems         | Roger Baens           |
| 1961  | Joseph Wouters      | Jan Van Gompel      | Leopold Schaeken (nl) |
| 1962  | Joseph Wouters      | Constant De Keyser  | Arthur Decabooter     |
| 1963  | Roger De Coninck    | Guillaume Demaer    | René Van Meenen       |
| 1964  | Edgard Sorgeloos    | Rik Van Looy        | Jozef Corstjens       |
| 1965  | Jos Haeseldonckx    | Richard Everaerts   | Theo Nys              |
| 1966  | Frans Aerenhouts    | Raymond Vrancken    | Roger Cooreman        |
| 1971  | Frans Maes          | Paul Aerts          | Julien Van Lint (nl)  |